# Ковбойские сапоги

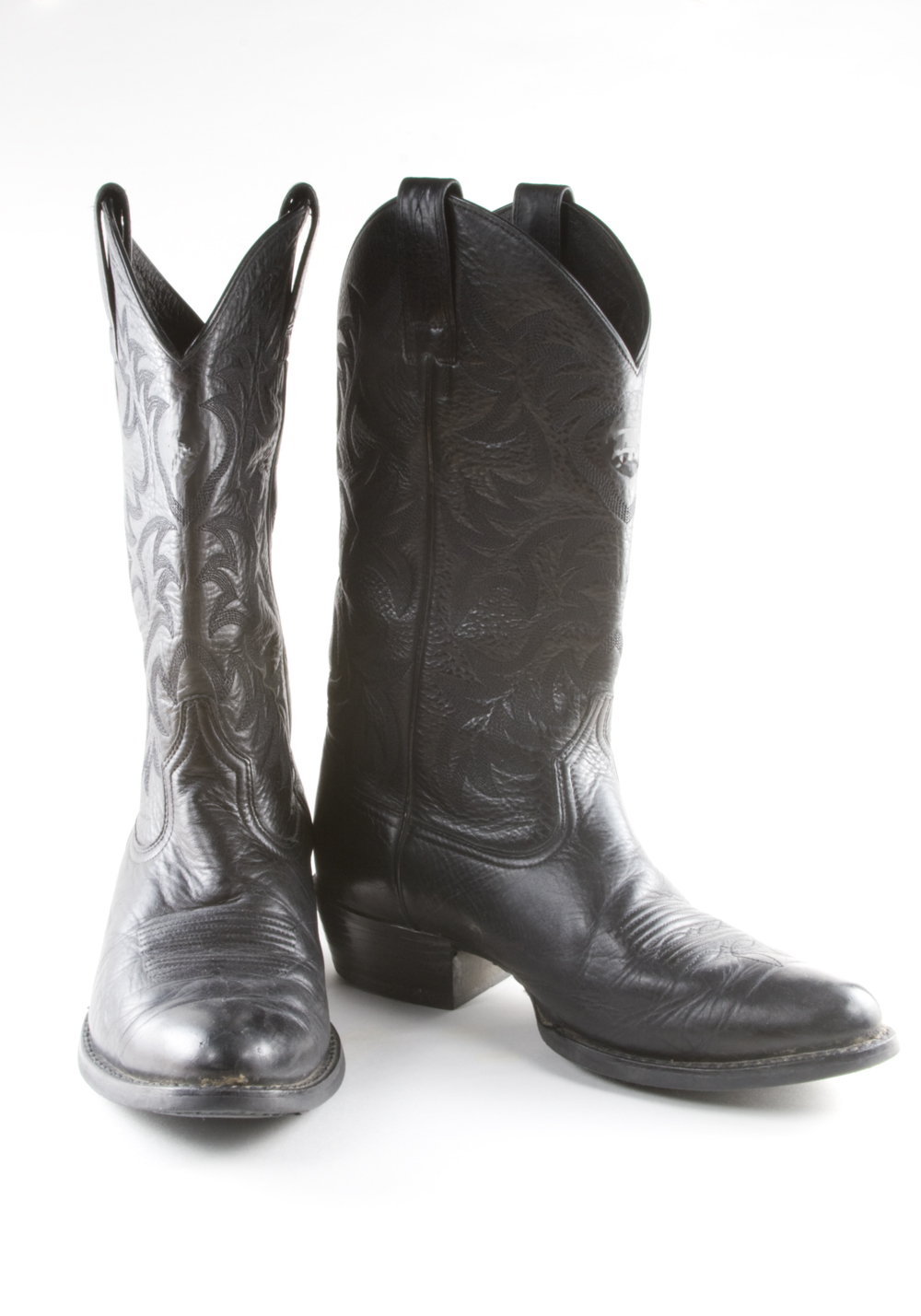
Классические ковбойские сапоги.

Ковбойские сапоги — относятся к определённому стилю сапог для верховой езды, которые исторически носят североамериканские пастухи-ковбои. 
У таких сапог высокий скошенный каблук, округлый или более острый мыс, высокое голенище и традиционная оторочка. Ковбойские сапоги классически делаются из воловьей кожи, но сейчас часто встречаются сапоги и из «экзотических» видов кожи, таких как аллигатор, змея, страус, ящерица, угорь, слон, лось, буйвол, лама и тому подобное. Подошва таких сапог также делается из кожи. Резиновой бывает лишь набойка на каблуке (так называемый накат), или вся подошва, если сапог рабочей модели, это делается для лучшей защиты от воды, грязи и электричества.

## Виды сапог
Есть два основных стиля ковбойских сапог: вестерн (или классический) и ропер.

### Стиль вестерн

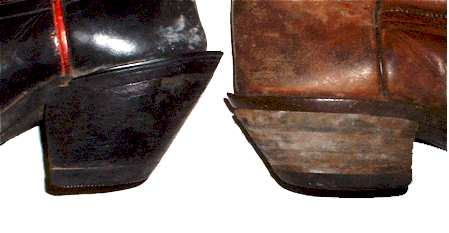
«Ковбойский» каблук (слева) и «пеший», скошенные, чем отличны от роперских

Стиль вестерн отличает высокое голенище (не ниже середины икры), скошенный «ковбойский» каблук, обычно более полутора дюймов высотой (такие каблуки чаще всего на сапогах для верховой езды). Хотя классические ковбойские сапоги могут быть с разной формой мыса, классический вид — зауженный, обычно заостренный. Такая форма каблука и мыса лучше всего подходит для езды верхом. Так же часто встречаются каблуки не такие высокие, хотя скошенность остается — они называются «walking», специально адаптированные для пеших прогулок.

### Стиль ропер

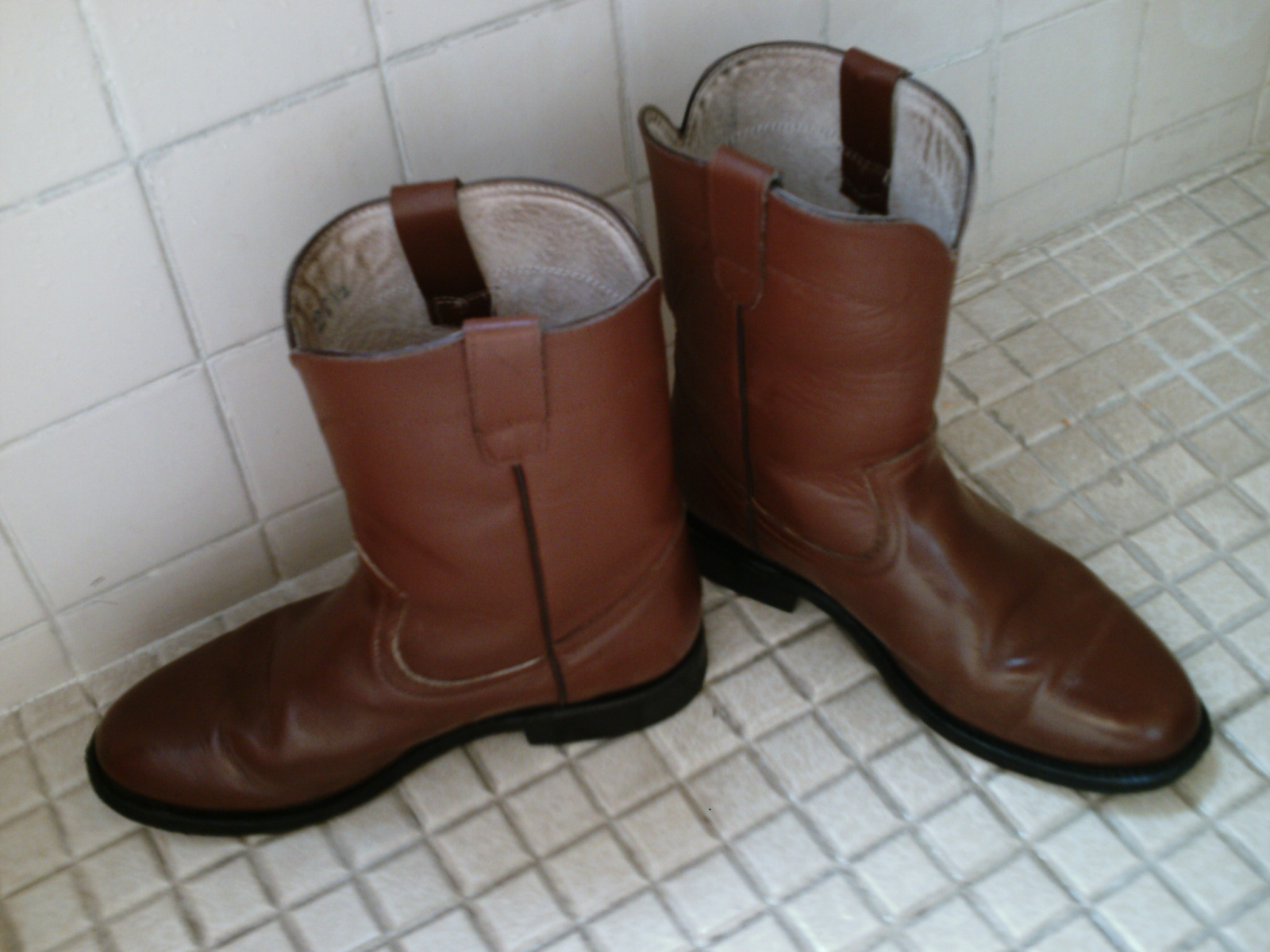
Сапоги стиля roper: скруглённый мыс и прямой низкий каблук

У роперского стиля (англ. roper) голенище короче (не выше середины икры), каблук прямой и низкий — обычно меньше чем один дюйм высотой. У сапог такого стиля мыс, как правило, закруглённый, но при переходе от рабочей обуви к городскому стилю достаточно часто встречаются модели с квадратными мысами. Также в стиле ропер встречаются и ботинки на шнуровке, которые лучше облегают ногу, не позволяя сапогу соскользнуть с ноги, что в некотором роде делает езду в таких ботинках менее безопасной.

### Околоковбойские сапоги
Помимо этих сапог, считающимися классикой жанра, в которых до сих пор ездят рабочие ковбои и выступают спортсмены стиля вестерн, в настоящее время распространено много «околоковбойской» обуви, взявшей несколько отличительных черт от настоящих ковбойских сапог. В России и в большинстве стран Европы купить настоящие ковбойские сапоги было непросто — в лучшем случае в магазинах можно найти ботинки, получившие во Франции 1950-х имя Cosaques (откуда, судя по всему, название перекочевало и в СССР, где «казаки», часто кустарного производства, поклонники рокабилли носили в середине 1980-х) и представляющие собой, строго говоря, версию челси со скошенным каблуком и декоративными излишествами. Ошибочно называть ковбойские сапоги «казаками», т. н. «казаки» — название коротких (до лодыжки) ботинок со скошенным каблуком и очень острым мысом, часто украшенных заклепками и цепочками. Никакого отношения к настоящим ковбойским сапогам «казаки» не имеют.

## История возникновения
Каждая деталь ковбойского сапога произошла от повседневной работы ковбоев на ранчо. В основном это, конечно, езда верхом.
Достаточно высокое голенище из плотной кожи защищает ногу всадника как при езде (от натирания, к примеру), так и при ходьбе (помимо веток и колючек, ковбой мог столкнуться и с гремучей змеей).
При посадке и, особенно, спешивании сапог с гладкой кожаной подошвой намного проще вставить в стремя ковбойского седла и вынуть из него.
Оригинальный мыс всегда был зауженным, чтобы было удобнее вставлять ногу в стремя. У всех народов мира, быт которых был тесно связан с верховой ездой, сапоги имели именно зауженый и немного загнутый вверх носок.
При работе со скотом на пересеченной местности, высокой скорости и резких манёврах (или просто при работе с молодой необученной лошадью) у ковбоя всегда высок риск падения с лошади. Если при этом он ногой застрянет в стремени, лошадь может запаниковать и побежать. Чаще всего такие инциденты приводили к смерти. Поэтому так же важен и высокий «объемный» каблук: при езде верхом сводит к минимуму риск проваливания ноги в стремя.
Если же по неудачному стечению обстоятельств, при падении нога все же застряла в стремени — широкая достаточно свободная форма голенища позволит ноге всадника «выскользнуть» из сапога.
Роперский стиль сформировался, отвечая требованиям современного родео, в основном — дисциплины calf-roping, где нужно заарканить бычка, будучи верхом на лошади, а потом спрыгнуть с лошади, подбежать к бычку и стреножить его. И сапоги должны быть одинаково удобны и для езды верхом, и для «пробежек» пешком. Более короткое голенище несколько удешевляло сапоги, а также позволяло ноге легче выскользнуть из сапога в экстремальной ситуации.

## Производители
Некоторые из известных производителей оригинальных ковбойских сапог (не только для верховой езды и работы, но и для парадных выходов и просто городские): Lucchese, Tony Lama, Nocona, Justin, Dan Post, а также более бюджетные фирмы: Durango, Ariat, Double H, Abilene, Laredo, Dingo.